# Anthony Joseph O’Connell
Anthony Joseph O’Connell (* 10. Mai 1938 in Lisheen, Irland; † 4. Mai 2012) war von 1988 bis 1998 römisch-katholischer Bischof von Knoxville und von 1998 bis 2002 Bischof von Palm Beach.

## Leben
Anthony Joseph O’Connell immigrierte nach dem Besuch des Mount St. Joseph College in Cork und Mungret College in Limerick in die Vereinigten Staaten und trat in das Kenrick Seminary in St. Louis ein. Er empfing am 30. März 1963 die Priesterweihe für das Bistum Jefferson City. O’Connell war Studienpräfekt, ab 1968 Spiritual und ab 1970 Rektor des Priesterseminars St. Thomas von Aquin in Hannibal, Missouri. Von 1969 bis 1988 war er Direktor für die Berufungspastoral im Ordinariat in Jefferson City. Er war Mitglied der Diözesankommission für Personal und Präsident des Diözesanrates.
Papst Johannes Paul II. ernannte ihn am 27. Mai 1988 zum ersten Bischof des mit gleichem Datum errichteten Bistums Knoxville. Der Apostolische Pro-Nuntius in den USA, Pio Laghi, spendete ihm am 8. September desselben Jahres die Bischofsweihe; Mitkonsekratoren waren James Daniel Niedergeses, Bischof von Nashville, und Michael Francis McAuliffe, Bischof von Jefferson City.
1996 zahlte das Bistum Jefferson City, in dem er zuvor gewirkt hatte, einem ehemaligen Schüler, an dem O’Connell sich vergangen hatte, im Zuge eines Gerichtsverfahrens 125.000 US-Dollar.
Am 12. November 1998 wurde er zum Bischof von Palm Beach ernannt und am 14. Januar des nächsten Jahres in das Amt eingeführt. Nachdem bekannt geworden war, dass er Jugendliche während seiner Tätigkeit am Priesterseminar St. Thomas von Aquin in Hannibal, Missouri sexuell missbraucht hatte, trat er von seinem Amt zurück.
Am 13. August 2002 nahm Johannes Paul II. sein Rücktrittsgesuch an.